# 노무라정
노무라정(野村町)은 에히메현 서부에 존재했던 정이며, 히가시우와군에 속했다. 
인근의 히가시우와군 4정과 니시우와군 미카베 정과의 5정 합병에 의해 자치체로서의 노무라 정은 소멸하였고, 구 정역은 세이요시 노무라정이 되었다.

## 개요
마쓰야마시에서 남쪽으로 약 40㎞ 정도·히가시우와군 동쪽에 위치하고 있으며, 자가용으로 약 1시간 반 거리에 있다

## 역사
- 1889년 12월 15일 - 정촌제 시행으로 히가시우와군 노무라촌이 성립하였다.
- 1922년 1월 1일 - 정으로 승격해 노무라정이 되었다.
- 1955년 2월 11일 - 노무라정, 다니스지촌, 나카스지촌, 가이후키촌, 소가와촌이 합병에 의해 신 노무라정이 성립하였다.
- 2004년 4월 1일 - 히가시우와군 아케하마정, 우와정, 미카메정, 시로카와정과 신설합병해 세이요시가 되었다, 이후 자치체로서의 노무라정은 소멸하였다.

## 교통

### 철도
- 정내에는 철도노선이 없다.

### 도로
- 국도 197호선
- 국도 378호선